# Пек Чі Хун
Пек Чі Хун (кор. 백지훈 [pɛ̝k̚.t͈ɕi.ɦun], нар. 28 лютого 1985, Сачхон) — південнокорейський футболіст, півзахисник клубу «Сеул І-Ленд» та національної збірної Південної Кореї.

## Клубна кар'єра
Після закінчення середньої школи, 2003 року Пек приєднався до клубу K-Ліги «Чоннам Дрегонс». Він провів чотири виступи в своєму першому сезоні і сім матчів у другому, але основним гравцем так і не став. Втім, його прогрес помітив тренер молодіжної збірної Південної Кореї U20 Парк Сун-хва, який призначив його капітаном.
2005 року Пек перейшов у «Сеул». Він зіграв 15 матчів у сезоні 2005 року, забивши один гол, а з наступного року став основним гравцем, зігравши за півсезону ще 12 матчів.
У липні 2006 року півзахисник перейшов у «Сувон Самсунг Блювінгз» за 1,5 млн. $. Відіграв за сувонську команду, з перервами на оренди в клуби «Санджу Санму» та «Ульсан Хьонде», десять сезонів своєї ігрової кар'єри, вигравши чемпіонат Кореї та три національних Кубка.
До складу клубу «Сеул І-Ленд» приєднався 2017 року.

## Виступи за збірні
Протягом 2003–2005 років залучався до складу молодіжної збірної Південної Кореї. Після цього виступав за олімпійську збірну, з якою був учасником Азійських ігор 2006 та Олімпійських ігор 2008 років.
2005 року дебютував в офіційних матчах у складі національної збірної Південної Кореї. У складі збірної був учасником чемпіонату світу 2006 року у Німеччині, проте на поле не виходив. Всього провів за збірну 16 матчів.

## Досягнення

### Національні
- К-Ліга
  -  Переможець (1): 2008
  -  Срібний призер (1): 2006

- Кубок Південної Кореї
  -  Володар (3): 2009, 2010, 2016
  -  Фіналіст (2): 2006, 2011

- Кубок Ліги
  -  Володар (1): 2008

### Збірні
- Переможець Юнацького (U-19) кубка Азії: 2004